# هيلين ميليس
هيلين ميليس (ولدت في 11 سبتمبر 1980)، مغنية وممثلة إريترية بارزة. أصدرت عدة ألبومات وظهرت في العديد من الأفلام الإريترية الأعلى تصنيفًا. وهي مغنية إيرتريا المفضلة والأكثر شهرة. تمثل هيلين المرأة الإريترية في العصر الجديد التي لا تهتم بما يفكر فيه الرجل وتدافع عن حقوقها. وتعيش الآن في غرب لندن عاصمة المملكة المتحدة.

## سيرة شخصية
بدأت مسيرتها الموسيقية في وقت مبكر، ففي سن الثامنة انضمت إلى فرقة الزهور الحمراء في كسلا بالسودان. تم تشكيل المجموعة من قبل الفرع التعليمي المحلي للجبهة الشعبية لتحرير إريتريا. غنت مع الفرقة في مناطق مختلفة من السودان كمغنية رئيسية.
في عام 1988 وعندما كانت تبلغ من العمر 13 عاما، انضمت للجبهة الشعبية لتحرير إريتريا والتحقت بالمدرسة الثورية للمنظمة، وهي معروفة بانتقالها الناجح من مقاتلة سابقة مع المجموعة إلى مغنية بارزة.